# سعيد سنبل
سعيد سنبل (21 إبريل 1929 - 3 ديسمبر 2004). ولد بمحافظة أسيوط، وتخرج في كلية العلوم جامعة القاهرة عام 1949.
كانت أولى خطواته في طريق العمل الصحفي عندما نُشرت له قصة قصيرة في صحيفة الكتلة التي سرعان ما فر منها عندما اكتشف أنها صحيفة شيوعية، وكان وقتها طالبًا في الفرقة الثانية، انتقل بعد ذلك للعمل بصحيفة الزمان التي كان يصدرها إدجار جلاد، واستمر يعمل بها حتى عام 1950. انتقل بعد ذلك للعمل بصحيفة المصري وبدأ العمل كمندوب في الوزارات، وفي عام 1952 انتقل للعمل في أخبار اليوم، وتولى عمل المحرر الاقتصادي في صحيفتي الأخبار وأخبار اليوم.
ترك سعيد سنبل أخبار اليوم عام 1956 ليعمل مع جلال الدين الحمامصي في وكالة أنباء الشرق الأوسط، وفي عام 1957 عرض عليه علي أمين العودة إلى أخبار اليوم فعاد دون تردد وقام بتكوين القسم الاقتصادي الذي يعمل لصحف دار أخبار اليوم، وبدأت موضوعاته تُنشر باسم المحرر الاقتصادي. تولى بعد ذلك العديد من المناصب ففي عام 1961 عُين نائبًا لرئيس التحرير أخبار اليوم، وفي عام 1964 عُين مديرًا للتحرير. استمر سعيد سنبل يواصل مشواره في أخبار اليوم حتى أصبح يجمع بين منصبي رئيس مجلس إدارة دار أخبار اليوم ورئيس تحرير صحيفة الأخبار اليومية.